# Spalax ehrenbergi
Spalax ehrenbergi hoặc Nannospalax ehrenbergi) là một loài động vật gặm nhấm trong họ Spalacidae. Loài này có ở Ai Cập, Iraq, Israel, các vùng lãnh thổ Palestine, Jordan, Liban, Libya, Syria và Thổ Nhĩ Kỳ. Môi trường sống tự nhiên của nó là thảm thực vật dạng bụi kiểu Địa Trung Hải, và nó đang bị đe dọa do mất môi trường sống.
Nghiên cứu di truyền tế bào gần đây đã chỉ ra rằng S. ehrenbergi thực sự có thể là một nhóm loài có chứa một số loài bí ẩn với số nhiễm sắc thể 2n=48, 2n=52, 2n=54, 2n=56 và 2n=58.

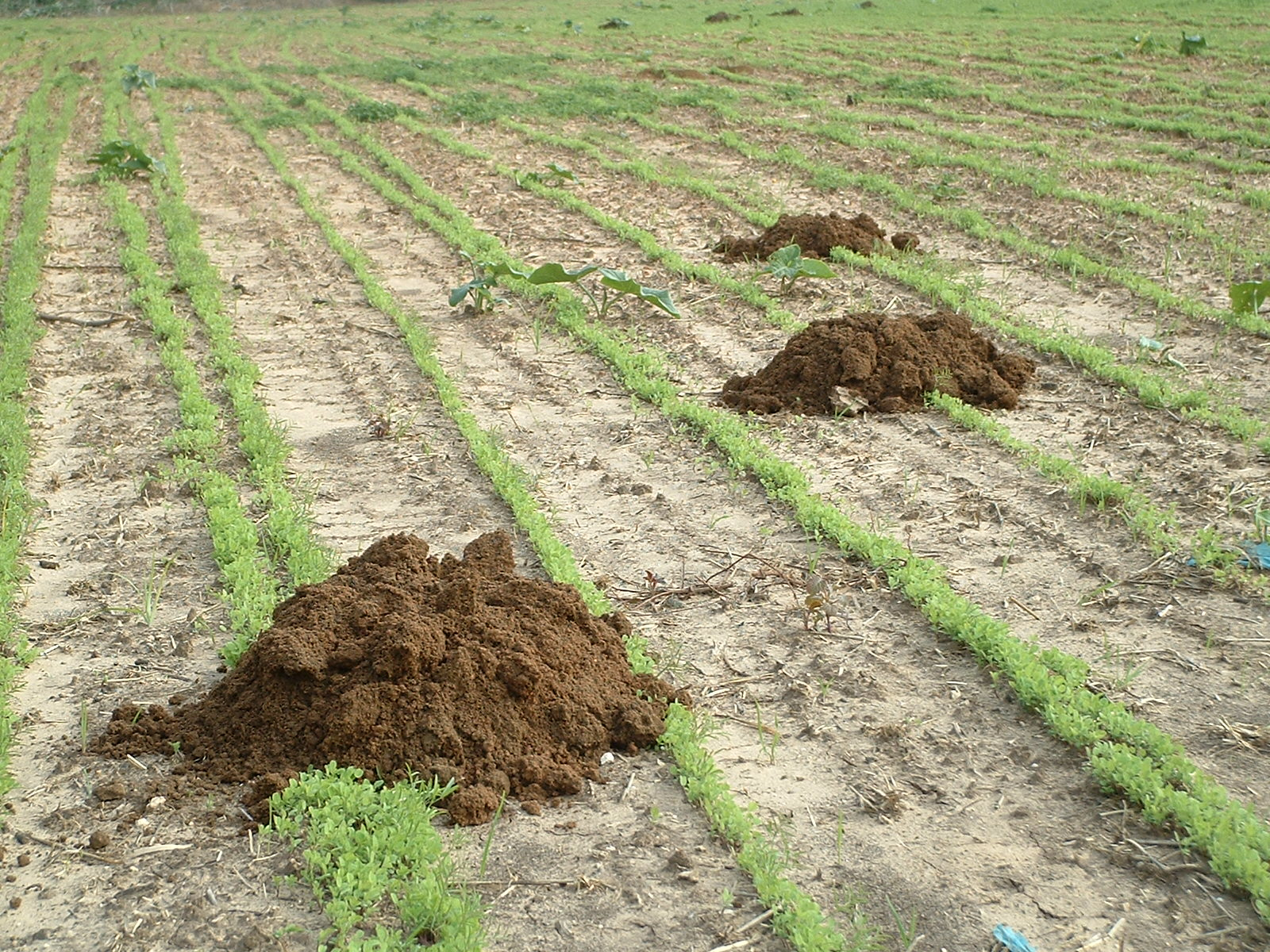
Đụn đất do Spalax ehrenbergi đào lên, hình chụp ở Pardes Hanna-Karkur, israel